# Panzer-Triebwagen D-3
Der Panzer-Triebwagen D-3 (russisch Мотоброневаго́н/ы Д-3 Motobronewagon/y D-3, kurz russisch МБВ MBW) war ein sowjetisches gepanzertes Triebfahrzeug aus der Zwischenkriegszeit.

## Geschichte
Um die Entwicklung von selbst angetriebenen Panzerwagen auf der Schiene, wie der Panzer-Triebwagen Saamurez, weiter voranzutreiben, schickte der Ingenieur Nikolai Iwanowitsch Dyrenkow am 5. Oktober 1929 einen Brief an den Revolutionären Kriegsrat der Sowjetunion. Darin bot er eine Reihe seiner Erfindungen an, darunter ein Panzer-Triebwagen. Dieser Entwurf kam beim Kriegsrat gut an und er erhielt die Genehmigung, einen Prototyp herzustellen und zu testen. Ihm zur Seite wurde eine Gruppe von weiteren Ingenieuren und Zeichnern gestellt und Ende 1929 waren die theoretischen Arbeiten abgeschlossen. Im Januar 1930 wurde nach dem von Dyrenkow entwickelten Projekt im Werk Mozherez bei Moskau das erste experimentelle Modell eines Panzer-Triebwagens zusammengebaut. In der Nähe von Leningrad wurde dieser den ersten kurzen Test unterzogen.
Die Ergebnisse der ersten Tests zeigten, neben guten Ergebnissen, auch eine Reihe von Mängeln im Design des Panzerwagen-Prototyps. Da Dyrenkow jedoch mit der Entwicklung und Herstellung eines eigenen mittleren Panzers beschäftigt war, verzögerte sich die Arbeit an dem Panzer-Triebwagen. Auch das Militär zeigte Interesse an dem Panzer-Triebwagen-Projekt. Am 18. Januar 1930 sandte der stellvertretende Volkskommissar für Militär- und Marineangelegenheiten, Unshlikht, den folgenden Brief an den Leiter der technischen Abteilung der OGPU, G. Blagonravov:
„Das Volkskommissariat für Militär- und Marineangelegenheiten beginnt mit der Modernisierung bestehender Panzerzüge. Zu diesem Zweck bietet es sich an, die Ihnen vorliegenden Konstruktionszeichnungen des Genossen N.I. Dyrenkow zu verwenden. Ich bitte um Ihr Einverständnis, die oben genannten Zeichnungen vorübergehend der UMM RKKA zur Verfügung zu stellen.“
Im Herbst 1930 wurden die Arbeiten zur Modernisierung des von Dyrenkow entworfenen Versuchsmodells des Panzer-Triebwagens wieder aufgenommen. Im Auftrag des Militärs entwickelte man neue Typen von Panzer-Triebwagen, wie dem späteren Panzer-Triebwagen D-2. Im November erhielt der Prototyp den Index D-3 und wurde als Panzer-Triebwagen D-3 bezeichnet. Zusätzlich hatte er den Beinamen „Genrich Jagoda“ (russisch Генрих Ягода). Nachdem im Februar 1931 weitere Mängel beseitigt wurden, konnte der Prototyp erneut vorgestellt werden. Die Prüfungskommission war beeindruckt und überzeugt von diesem Fahrzeug.

## Technische Daten
Der Prototyp des Panzer-Triebwagen D-2 wurde auf einen zweiachsigen Flachwagen aufgebaut. Die Wände wurden mithilfe von Winkeleisen auf einen Rahmen aus Blech und Profileisen befestigt. Das Dach eine 10 mm starke Panzerung und 16 mm an allen Seiten. Die Panzerung wurde mit Nieten an die Karosserie des Wagens angebracht. Zugang erlangte man über vier Türen, zwei an jeder Seite. Zusätzlich gab es sechs Luken für die Beobachtung während der Fahrt. In der Mitte des Dachs befand sich ein Geschützturm des MS-1, welcher mit den Standardwaffen ausgerüstet war. Die Klappe des Kommandanten wurde durch eine Kuppel mit Beobachtungsschlitzen ersetzt.
Angetrieben wurde der Panzer-Triebwagen durch einen YHS-Automotor mit einer Leistung von 93 PS. Damit konnte er eine Höchstgeschwindigkeit von bis zu 70 km/h erreichen. Umgesetzt wurde die Kraft mithilfe eines Schneckengetriebe von Dyrenkow. Dieses war mit einer Umkehrvorrichtung ausgestattet und ermöglichte vier Geschwindigkeiten bei der Vorwärts- und Rückwärtsfahrt. Von den zwei Achsen des Wagens wurde nur eine angetrieben. Die Bewaffnung bestand aus zwei nach vorn verbauten Maxim-Maschinengewehren und zwei DT-Maschinengewehren sowie einer 3,7-cm-Hotchkiss 1916 im Geschützturm. Die Besatzung des Fahrzeugs bestand aus elf Personen: einem Kommandanten, einem Fahrer, zwei Maschinengewehr-Truppführern, einem Artilleristen und sechs Maschinengewehr-Schützen.

## Prototyp

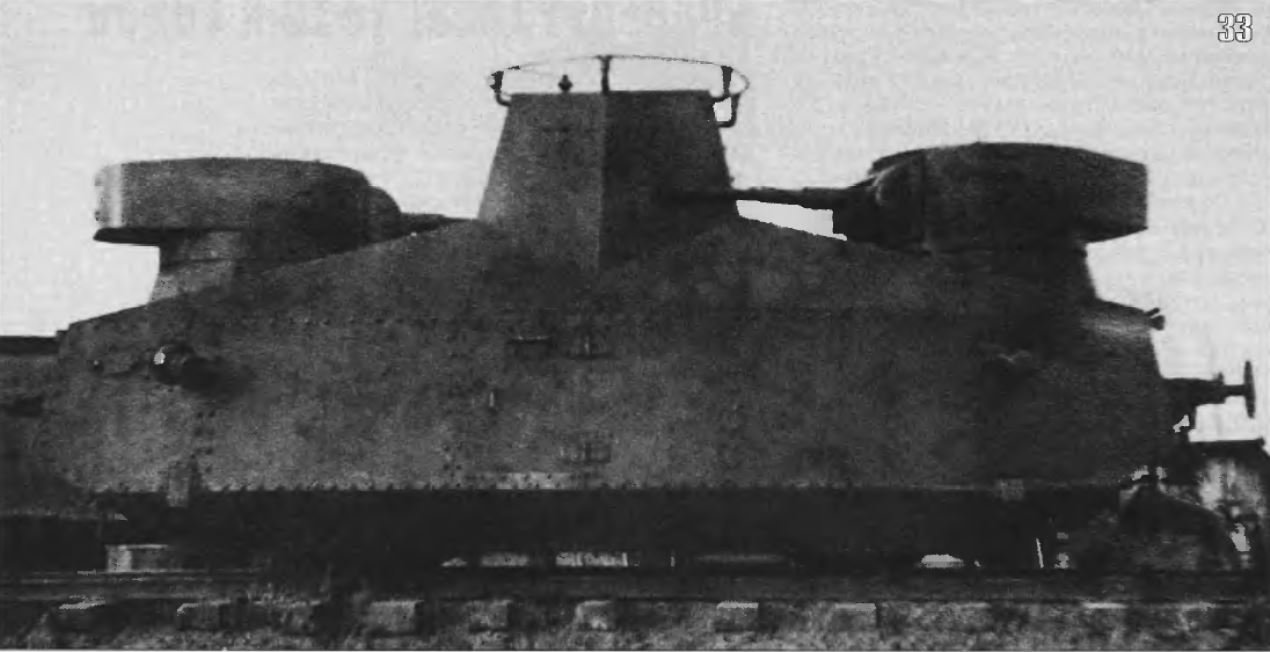
Der Prototyp nach dem Umbau und Aufrüstung 1940

Nach der Beseitigung aller festgestellten Mängel wurde der Panzer-Triebwagen D-3 bei der Panzerzugdivision der OGPU in Dienst gestellt. Bei der Truppe wurden weitere Tests durchgeführt. Dabei legte der Panzer-Triebwagen 1464 Kilometer mit einer Durchschnittsgeschwindigkeit von 50 km/h zurück. Bei Beschusstests wurden die Stellungen der Maschinengewehre im Wagen als schlecht empfunden. Während der Fahrt hatten die zwei Maschinengewehre nach vorn ein zu niedriges Horizontalfeuer, da die Puffer um Weg waren. Die Maschinengewehre im Turm hatten einen zu niedrigen Höhenwinkel.
Weiterhin bemängelte die Truppe, dass das Fahrzeug über keinerlei Stauraum für Ersatzteile oder Kartuschen hatte. Auch war der Bereich des Kommandanten zu dunkel und ohne große Sichtmöglichkeiten nach draußen. Dennoch war die Stabilität, Zugkraft, Reichweite und Geschwindigkeit sehr positiv bewertet worden. Für die weitere Beseitigung der Mängel musste das unzuverlässige Kühlsystem verbessert werden. Weiterhin sollte die Gangschaltung vereinfacht, die Druckluftbremsventile eingestellt, die Radabdeckung abgesenkt und die Kommandokabine mit mehr Licht ausgestattet werden. Außerdem brauchte der Panzer-Triebwagen eine Belüftung, Gestelle für Munition und Granaten und ein internes und externe Kommunikationssystem. Die Halterungen für die Maxim-Maschinengewehre sollten neu verteilt werden und die Bewaffnung von zwei auf vier Maxim-Maschinengewehren erhöht werden.
Der erste Prototyp wurde erst 1940 umfassenden Änderungen unterzogen. So verfügte er nach den Umbauarbeiten anstatt des MS-1 Geschützturmes über einen vergrößerten und gepanzerten Beobachtungsstand in der Mitte des Wagens. Um ihn herum wurde eine Rahmenantenne angebracht. Rechts und links davon wurden zwei Geschütztürme des T-26 verbaut. Weiterhin wurde er mit vier Maxim-Maschinengewehren und zwei DT-Maschinengewehren in einer Zwillingslafette verstärkt.

## Einsatz
Der Panzer-Triebwagen D-3 wurde während des Zweiten Weltkrieges auf der Baikalbahn in der Nähe von Sljudjanka zur Sicherung eingesetzt. Es kam allerdings zu keinerlei Kampfhandlungen. Ende der 1940er Jahre wurde er außer Dienst gestellt.